# Cyclines (antibiotiques)
 (avril 2020).
Si vous disposez d'ouvrages ou d'articles de référence ou si vous connaissez des sites web de qualité traitant du thème abordé ici, merci de compléter l'article en donnant les références utiles à sa vérifiabilité et en les liant à la section « Notes et références ».
Pour les articles homonymes, voir cyclines.

Squelette de base de la famille des cyclines

Les cyclines ou tétracyclines constituent une famille d'antibiotiques à large spectre. Ils sont isolés de bactéries du genre Streptomyces, notamment Streptomyces aureofaciens pour la chlortétracycline, tandis que les autres cyclines sont des produits hémisynthétiques.
Ces molécules ont pour caractéristique commune de posséder quatre cycles accolés, d'où leur nom En plus de cette structure commune, les tétracyclines diffèrent par leurs substituants (méthyle, hydroxyle ou encore la présence de chlore) affectant les propriétés physicochimiques telles que la liaison aux protéines plasmatiques.
Les antibiotiques de la classe des tétracyclines ont été découverts dans les années 1940 et possédaient initialement un spectre d'activité large, notamment sur les bactéries à Gram positif, à Gram négatif, des micro-organismes intracellulaires (Chamydia, Mycoplasma...) ainsi que des parasites protozoaires.
Ces molécules sont bactériostatiques à courte durée d'action.

## Mode d'action
Les antibiotiques de la famille des cyclines sont des inhibiteurs de la traduction des protéines. Ils se lient de manière réversible à la sous-unité 30S du ribosome de la bactérie où se situe le centre de décodage de l'ARN messager Cette liaison empêche la fixation de l'aminoacyl-ARNt sur le site A du ribosome ce qui conduit à un arrêt de l'élongation de la chaîne peptidique. Dans une moindre mesure, ils peuvent également se lier à la sous-unité 50S du ribosome bactérien pouvant altérer la membrane cytoplasmique et ainsi entraîner la perte de composants cellulaires vers l'extérieur de la bactérie.
Les bactéries disposent d'un système permettant aux tétracyclines de rentrer à l'intérieur de la cellule, ce qui n'est pas le cas des cellules eucaryotes, c'est pourquoi les cellules humaines ne sont pas sensibles à l'effet inhibiteur des tétracyclines. En effet, chez les bactéries à Gram négatif, les tétracyclines traversent la membrane externe via des porines OmpF et OmpC en se complexant à un ion Mg2+. Ce complexe se dissocie pour laisser la tétracycline traverser par diffusion passive la membrane interne. Chez les bactéries à Gram positif, les tétracyclines peuvent diffuser de manière passive ou active. 

## Indications
Les tétracyclines sont utilisées dans le traitement des infections des voies respiratoires et urinaires. Elles restent le traitement de choix pour les infections causées par les rickettsies (typhus), la brucellose, les infections à spirochètes et enfin la syphilis.
Elles peuvent également être utilisées dans le traitement des infections causées par les chlamydiae (salpingite, urétrite, psittacose, trachome) même si elles n'en sont pas le traitement de référence en raison de l'apparition de résistance.
Les tétracyclines sont également utilisées pour le traitement et la prophylaxie du paludisme. 
La doxycycline est utilisée pour traiter l'acné inflammatoire à Propionibacterium acnes. Elle est également utilisée pour le traitement de l'infection par Bacillus anthracis et est efficace contre Yersinia pestis, l'agent infectieux de la peste. 
D'autre part, la tigécycline, étant moins sensible aux phénomènes de résistance, peut être encore prescrite pour traiter des infections intra-abdominales compliquées ainsi que des infections de la peau et des tissus mous.
Enfin, les degrés de résistance sont variables suivant les espèces. De nombreux streptocoques étant résistants, les tétracyclines ne sont pas indiquées dans les angines (streptocoques bêtahémolytiques du groupe A) ainsi que les pneumonies pour lesquelles on suspecte un pneumocoque (Streptococcus pneumoniae).

## Effets indésirables
Les cyclines sont des molécules colorées, souvent de couleur jaune et qui peuvent engendrer un effet de photosensibilisation. Elles sont capables de passer la barrière placentaire et sont donc contre-indiquées chez la femme enceinte mais aussi chez la femme allaitante et chez l'enfant de moins de 8 ans, car elles peuvent causer l'apparition de taches jaunes sur les dents avec hypoplasie de l'émail dentaire par chélation du calcium. De plus, le fait de se complexer à des ions fait que leur absorption digestive peut être altérée si elles sont administrées en même temps que des ions divalents (Ca2+, Mg2+, Fe2+...). Les cyclines sont aussi contre-indiquées dans l'usage avec de l'isotrétinoïne, pouvant provoquer parfois une hypertension intracrânienne.

## Principales cyclines
- Chlortétracycline (DCI) ou ("auréomycine")
- Déméclocycline
- Doxycycline
- Minocycline
- Omadacycline
- Oxytétracycline (DCI) ou ("terramycine")
- Tétracycline proprement dite
- Tigécycline

## Tableau d'efficacité
Voici un tableau d'efficacité potentiel des Cyclines.
Légende :
- spectre utile ;
- non couvert ;
- intermédiaire / résistance fréquente ;
- CG+ : Cocci gram + ;
- BGN : bacilles gram négatif ;
- BG+ : Bacilles gram +.

### Bactéries aérobies
L'information du spectre d'efficacité de l'antibiotique est à titre indicatif (en particulier pour les étudiants en médecine), si vous devez prescrire des antibiotiques, veuillez vous référer aux recommandations officielles.
|          | Gram + | Gram - |
| Cocci    | Staphylocoque (coccis en amas) : - à coagulase neg - aureus Streptocoque (cocci en chainettes) : - pyogenes du groupe A, pneumoniae - autres streptocoques : groupe D (bovis) ... Entérocoques : (diplocoques) enterococcus fecalis (ressemblent aux streptocoques) | Nesseria (2 principaux cocci gram -) : - meningitidis (méningocoque) - gonorrhoeae Cocco-baciles (germes en pédiatrie) : - Moraxella - Branhamella catarrhalis |
| Bacilles | "Listeria monocytogenes (le seul BG+ à connaître)" "corynebacteirum diphteriae" Bacillus anthracis | Entérobacteries : E. Coli (ETEC, EPEC, EHEC), Klebsiella, enterobacter, serratia, proteus, samlonella, shigella, yersinia pestis / enterocolitica Autres BGN : campylobacter, heliicobacter pilori et jejuni, vibrio cholerae, pasteurella, haemophilius influenzae HACEK (Haemophilus, Actinobacillus, Cardiobacterium, Eikenella, Kingella) bordetella pertussis, legionella (intracellulaire facultatives ) morsures griffures : Bartonella henselae, Francisella tularensis (griffe du chat) pseudomonas (à part) |

Autres :
- Yersinia pestis ;
- vibrio cholerae, pasteurella.

### Bactéries anaérobies
L'information du spectre d'efficacité de l'antibiotique est à titre indicatif (en particulier pour les étudiants en médecine), si vous devez prescrire des antibiotiques, veuillez vous référer aux recommandations officielles.
|          | Gram + | Gram - |
| Bacilles | Clostridium (principaux BG+ anaérobies) : tetani, botulinum, perfringens, difficile propionibacterium acnes actinomyces | bacteroides fragilis fusobacterium morsures griffures : Pasteurella multocida (chien, anaérobie facultative) |
| Cocci    | Peptostreptoccucs sp.                                                                                                   | |

### Autres bactéries
L'information du spectre d'efficacité de l'antibiotique est à titre indicatif (en particulier pour les étudiants en médecine), si vous devez prescrire des antibiotiques, veuillez vous référer aux recommandations officielles.
| Intracellulaires | Spirochètes (bactéries hélicoïdales Gram -)                      | Mycobactéries = BAAR                                        | Nocardia             |
| --- | ---------------------------------------------------------------- | ----------------------------------------------------------- | -------------------- |
| chlamydia (trachomatis, psitacci, pneumoniae) mycoplasme (pulmonaire), ureaplasma urealyticum (uro genital) rickettsia | treponema (pallidum) borrelia (burgdorferi égal lyme) Leptospira | tuberculosis Leprae mycobactéries atypiques (avium, xenopi) | Pneumoystis joriveci |

| Germes Intracellulaires facultatifs | Germes Intracellulaires obligatoires |
| --- | --- |
| legionella (BGN aérobie) bordetella pertussis : coqueluche (BGN aérobie) Mycobacterium tuberculosis: tuberculose (mycobactérie) Salmonella typhi : fièvre typhoïde (BGN aérobie) Brucella sp: brucellose (?) Legionella pneumophila : légionellose (BGN aérobie) Listeria monocytogenes : listériose (BG+ aérobie) Francisella tularensis : tularémie (?) | Mycobacterium leprae : lèpre (mycobactérie) Rickettsia sp: fièvre boutonneuse, typhus Coxiella burnetii : fièvre Q Chlamydia trachomatis: trachome, pneumopathies (intracellulaire) |

Indiquons le cas particulier de la Tigécycline, actif sur tous les cocci Gram positif, sur les entérobactéries et les bactéries anaérobies. La Tigécycline n'est disponible qu'en intraveineuse.